# Breaking the Waves
Breaking the Waves is een film uit 1996 van de Deense filmregisseur Lars von Trier. De film is opgenomen in de Schotse Hooglanden.
Het is de eerste film in Lars von Triers Gouden Hart-trilogie en werd gevolgd door Idioterne (1998) en Dancer in the Dark (2000).
De Nederlandse acteur Roef Ragas heeft een kleine bijrol in de film.

## Verhaal
Bess McNeill, een wat naïeve, kinderlijke jonge vrouw, wordt obsessief verliefd op Jan, een arbeider werkzaam op een olieboorplatform op de Noordzee. Ze trouwt met hem tegen de wil van de streng-calvinistische kerkgemeente, wier kerkje bewust geen klokken heeft, want soberheid is haar geloofsmotto. Bess heeft het erg moeilijk als Jan al na enige weken terug moet naar zijn olieboorplatform, waar hij tien dagen zal verblijven. Ze bidt tot God dat hij snel zal terugkeren. Echter, als hij de volgende dag op het platform verlamd raakt door een ongeval, denkt Bess dat dit haar schuld is. Jan kan haar nu geen seksuele intimiteiten meer bieden en kan dit maar moeilijk verwerken en aanvaarden. Derhalve verzoekt hij Bess met andere mannen het bed te delen en hem dan daarover te berichten. Bess aarzelt eerst sterk, maar laat zich door Jan overhalen menend dat dit uiteindelijk de wil van God is (en hoopt dat Jan zo snel geneest). Als Bess door een van haar klanten bruut wordt verkracht, sterft ze kort erna. Weliswaar weet haar grootvader te bewerkstelligen dat zij op het plaatselijke kerkhof begraven mag worden, maar tijdens de uitvaart vervloekt de streng-christelijke dominee haar. Jan, die inmiddels op krukken enigszins kan lopen, delft met hulp van vrienden heimelijk 's nachts het graf en laat het lijk van Bess overbrengen naar een schip, waar haar resten vervolgens worden uitgestrooid over zee. Op dat moment klinken - midden op zee - hemelse klokken.

## Rolverdeling
| Acteur            | Personage             |
| ----------------- | --------------------- |
| Emily Watson      | Bess McNeill          |
| Stellan Skarsgård | Jan Nyman             |
| Katrin Cartlidge  | Dodo McNeill          |
| Jean-Marc Barr    | Terry                 |
| Adrian Rawlins    | dokter Richardson     |
| Sandra Voe        | moeder                |
| Udo Kier          | de sadistische zeeman |
| Mikkel Gaup       | Pits                  |
| Roef Ragas        | Pim                   |
| Phil McCall       | de grootvader         |
| Robert Robertson  | de voorzitter         |